# 特許検索競技大会
特許検索競技大会（とっきょけんさくきょうぎたいかい、英文名称：Patent Search Grand
Prix、略称：PSGP、以下「大会」）は、一般財団法人工業所有権協力センター（略称：IPCC）主催による、特許調査の実務能力を競う競技大会。日本国政府による「知的財産推進計画2008」（2008年6月）の決定に基づき開催されている。特許調査に必要な知識を問うだけでなく、具体的事例について実際に特許検索システムを用いて、検索式の構築、検索結果の提示等を行う演習形式の競技大会として日本唯一のものとされており、成績優秀者には「認定証」が交付されることから、資格的性格を有する。特許調査事業者をはじめとして、弁理士、企業の知財担当者、研究者、技術者、大学生、高専生、高校生などが幅広く参加している。

## 概要
特許情報は、技術動向や事業活動に関する情報の宝庫であり、研究開発や事業経営、イノベーション施策の方向性を定めるために利用されている  。
大会は、この特許情報を調査するための実務能力を競い、特許調査に携わる者のモチベーションの向上と自己研鑽を図ることを目的とするものであり、上級者向けのアドバンストコースと初級者向けのファーストステップコース（旧称：スチューデントコース）が設定され、試験形式の「大会」と、問題の解説を行う「特許検索スキルアップセミナー」の2つから構成されている。
アドバンストコースは年１回開催される。設問は、共通問題のほか、機械、化学・医薬、電気の三分野から一つを選択して、設問に対して実際に特許検索を行うものとなっており、回答は、会場や自宅のPCを用いて行い、特許検索は、複数の商用特許検索データベースから選択して使用することとなっている。成績優秀者には、成績に応じて「ゴールド認定」、「シルバー認定」、「ブロンズ認定」の三段階の認定証が交付され、特に成績が優秀な個人に対しては、最優秀賞などの表彰が行われる。ゴールド認定は、例えば2023年大会では３名と狭き門となっている。
ファーストステップコースは、アドバンストコースとの同時開催のほか、企業や大学、高専、高等学校などの教育機関などの参加団体ごとに年間を通じて開催されるサテライト開催が行われている。ファーストステップコースでは、一定の成績を収めた者に対して認定証が交付される。企業の新入社員・新規担当者向け研修等で利用されるほか、教育機関では講義カリキュラムの一環として実施され、大会の認定証は、履歴書や内申書への記載事項として活用されている。なお、「知的財産推進計画２０２４」（２０２４年６月）において、「知財創造教育」の事例として「一般財団法人工業所有権協力センター（IPCC）では「特許検索競技大会スチューデントコース」を通じて特許情報に関する知識・技術の習得を目指す学生の意識向上を図り」と言及された。

## 沿革
2008年6月、知的財産戦略本部（本部長は内閣総理大臣）によって策定された「知的財産推進計画2008」において、知的財産人材に関する評価指標の充実を図るための施策として、「特許情報の検索技術を競い合う特許検索競技大会の実施」が決定された。これに伴い、先立って2007年に関西特許情報センター振興会創立 50 周年記念事業として開催された特許検索競技大会について、2008年より独立行政法人工業所有権情報・研修館が主催者となり、関西特許情報センター振興会との共催として毎年開催することとなった。
2013年大会からは一般財団法人工業所有権協力センターの主催となり、新たに初級者向けコース（ベーシックコース、2017年よりスチューデントコースに名称変更、２０２４年よりファーストステップコースに名称変更）が設定され、従来からの上級者向けコース（アドバンストコース）との２本立てとして実施されるようになり、また、団体の部が新たに設けられた。
2018年大会から、スチューデントコースのサテライト開催が導入され、参加者数や参加団体数は毎年増加している。
2020年大会は新型コロナウイルスの感染拡大のためアドバンストコースは中止となり、スチューデントコースのサテライト開催のみとなり、2021年、2022年大会はリモート（オンライン）で開催された。
会場およびリモートのハイブリッド開催となった2023年大会では、共通問題において、IPランドスケープ、すなわち、経営戦略又は事業戦略の立案に際し、経営・事業情報に、特許情報等の知財情報を取り込んだ分析を実施し、その結果（現状の俯瞰・将来展望等）を経営者・事業責任者と共有する取組に関して出題された。これは、コーポレートガバナンス・コード改訂(2021年6月)において情報開示や取締役会の役割・責務として「知的財産への投資」が盛り込まれたことを受けて、内閣府知的財産戦略推進事務局から公表された「知財・無形資産の投資・活用戦略の開示及びガバナンスに関するガイドラインver.1.0（2022年1月）、ver.2.0（2023年3月）」に、特許等の知財・無形資産情報を分析し投資判断に活用すること等が紹介される、といった特許調査・分析の重要性の高まりを受けたものである。
2024年大会では、2019年以来の団体の部が復活した。また、「三分野ゴールド制覇賞」において事業会社所属初の受賞者が現れた。

## 大会結果

### アドバンストコース
| 開催年 | 開催形式                             | 主な受賞者（括弧内は当時の所属） |
| ------ | ------------------------------------ | --- |
| 2007年 | 会場（大阪）                         | 優勝 酒井美里（（有）スマートワークス） |
| 2008年 | 会場（東京、大阪）                   | 第１位 鈴木英之（キッコーマン(株)） |
| 2009年 | 会場（東京、大阪）                   | 第１位 田中志帆里（(株)ネットス） |
| 2010年 | 会場（東京、大阪）                   | 優勝 田口明子（(株)サンアソシエーツ） |
| 2011年 | 会場（東京、大阪）                   | 優勝 三栖茉奈美（アズテック(株)） |
| 2012年 | 会場（東京、大阪）                   | 優勝 伊藤史（トヨタテクニカルディベロップメント(株)） |
| 2013年 | 会場（東京、大阪）                   | 最優秀賞：涌井利果（株式会社ワイゼル） 団体第１位：アズテック（株） |
| 2014年 | 会場（東京、大阪）                   | 最優秀賞：中根寿浩（日本技術貿易株式会社） 団体第１位：日本技術貿易株式会社 |
| 2015年 | 会場（東京、大阪、仙台）             | 最優秀賞：尼崎浩史（インフォストラテジー特許事務所） 団体第１位：トヨタテクニカルディベロップメント株式会社 |
| 2016年 | 会場（東京、大阪、仙台）             | 最優秀賞：堤奈緒子（トヨタテクニカルディベロップメント株式会社） 団体第１位：トヨタテクニカルディベロップメント株式会社 |
| 2017年 | 会場（東京、大阪、名古屋、仙台）     | 最優秀賞：角渕由英（秋山国際特許商標事務所） 団体第１位：富士フイルム知財情報リサーチ株式会社 |
| 2018年 | 会場（東京、大阪、名古屋、福岡）     | 最優秀賞：森田健介（富士フイルム知財情報リサーチ株式会社） 団体第１位：トヨタテクニカルディベロップメント株式会社 |
| 2019年 | 会場（東京、大阪、名古屋、福岡）     | 最優秀賞：橋間渉（アズテック株式会社） 団体第１位：日本技術貿易株式会社 |
| 2020年 | 中止                                 | − |
| 2021年 | リモート                             | 認定なし |
| 2022年 | リモート                             | 最優秀賞：工藤真未（アズテック株式会社） 三分野ゴールド制覇賞：宮本裕史（富士フイルム知財情報リサーチ株式会社） 団体：実施せず |
| 2023年 | 会場（東京、名古屋、大阪）、リモート | 最優秀賞：田辺剛（富士フイルム知財情報リサーチ株式会社） 三分野ゴールド制覇賞：静野健一（アズテック株式会社） 団体：実施せず |
| 2024年 | 会場（東京、名古屋、大阪）、リモート | 最優秀賞：藤田有里（アイ・エー・シー株式会社） 三分野ゴールド制覇賞：鈴木倫之（デクセリアルズ株式会社）、堤奈緒子（トヨタテクニカルディベロップメント株式会社）、山中崇行（株式会社ブラン） 団体第１位：トヨタテクニカルディベロップメント株式会社 |

### スチューデントコース
| 開催年 | サテライト開催参加組織 |
| ------ | --- |
| 2018年 | 未公表 |
| 2019年 | 大分県立芸術文化短期大学、鈴鹿工業高等専門学校、山口大学、群馬大学、富山高等専門学校、鳥取大学 |
| 2020年 | 千葉大学、東北大学、鳥取大学、山口大学、大分県立芸術文化短期大学、一関工業高等専門学校、鈴鹿工業高等専門学校、奈良工業高等専門学校、福井工業高等専門学校、企業2社                                                                 |
| 2021年 | 千葉大学、東北大学、鳥取大学、山口大学、大分県立芸術文化短期大学、一関工業高等専門学校、鈴鹿工業高等専門学校、奈良工業高等専門学校、日本文理大学附属高等学校、山口県立田布施農工高等学校、企業3社                                 |
| 2022年 | 大阪大学、千葉大学、東北大学、鳥取大学、山口大学、大分県立芸術文化短期大学、一関工業高等専門学校、鈴鹿工業高等専門学校、徳山商工高等学校、奈良工業高等専門学校、日本文理大学附属高等学校、企業2社                                 |
| 2023年 | 大阪大学、東北大学、鳥取大学、武蔵野大学、山口大学、大分県立芸術文化短期大学、一関工業高等専門学校、鈴鹿工業高等専門学校、奈良工業高等専門学校、大分県立情報科学高校、山口県立徳山商工高等学校、日本文理大学附属高等学校、企業1社 |

## 関連リンク
- 特許検索競技大会 公式ウェブサイト
- 受賞者の声―特許検索競技大会
- 一般財団法人工業所有権協力センター